# Çò de Saforcada
Çò de Saforcada és una casa eclèctica de Vielha, al municipi de Vielha e Mijaran (Vall d'Aran), protegida com a bé cultural d'interès local.

## Descripció
Es tracta de l'edifici principal d'un conjunt de construccions annexes relacionades amb diferents àmbits laborals situades al voltant d'un gran pati, formant un espai privat ben delimitat. D'aquest àmbit se'n deia "coto" o "auviatge" i permetia l'organització idònia per a la producció agrària. D'altra banda presenta la casa com a entitat social i simbòlica definida davant de la resta del poble. En aquest cas només s'ha conservat l'edifici principal destinat a habitatge, se sap, però, que també existia una borda annexionada i que hi havia un pati o "verger".
L'estructura de la casa està formada per una paret de càrrega, dividida en tres cossos dels que resultaven sis crugies, els tres forjats eren de fusta (actualment bigues de formigó). A la coberta hi ha sis "lucanes" ("capochines"), una afegida posteriorment. Als anys 90 va patir una forta intervenció per adaptar l'edifici com a seu del Conselh Generau d'Aran, però no es va alterar la concepció arquitectònica original de l'edifici.

## Història
No hi ha documentació que permeti saber l'any de construcció, però tanmateix les característiques arquitectòniques de la casa i la referència d'altres edificis semblants indiquen que pertany a finals del segle xix. El nom oficial de la casa és Saforcada però popularment es coneix com a "Çò des de Rafael" que va ser un llogater.
En un principi la casa s'utilitzava com a segona residència, després es va compartimentar en tres espais, la part esquerra va funcionar com a barberia, el centre com a jutjat i la part dreta com a lloc d'estada dels Nacionals (arribats a Vielha el 1938). Al 1947, les estances adjuntes a la casa van acollir tècnics i treballadors de la FECSA que a més van construir barracons que després es varen enderrocar.
El 1989, de manera provisional, l'Ajuntament de Vielha hi va establir la seva seu durant un any. El 17 de juny de 1991. En el 200 era la seu del Conselh Generau d'Aran.